# Mariano Marín Albi
Mariano Tomás Marín Albi (Gijón, 1962) es un abogado español. Desde junio de 2015 fue concejal en el Ayuntamiento de Gijón por el PP, cargo del que dimitió en marzo de 2018 al ser nombrado delegado del Gobierno en Asturias, puesto que mantuvo hasta junio de 2018.

## Biografía

### Orígenes familiares
Hijo, nieto y bisnieto de una saga de arquitectos gijoneses: su bisabuelo Mariano Marín Magallón, nacido en Barcelona, practicó un eclecticismo con elementos ornamentales próximos al modernismo. Construyó varios edificios emblemáticos de Gijón como el Teatro Jovellanos, edificio calle Corrida, 3, o el Martillo de Capua. Su abuelo Mariano Marín de la Viña construyó  la Antigua Gasolinera Mayfer y su padre Mariano Marín Rodríguez-Rivas, el Club Tenis Gijón.

### Formación académica
Mariano Marín realizó sus estudios elementales en el Liceo La Corolla. Tras una breve estancia en Madrid, donde estudió en el colegio Retamar, regresó a Asturias, incorporándose al colegio Los Robles. Es licenciado en Derecho por la Universidad de Oviedo, y diplomado en Comercio Exterior por la Universidad Pontificia Comillas (Facultad de Ciencias Económicas y Empresariales (ICADE)).
Realizó el servicio militar en la base de Araca (Vitoria), donde fue nombrado secretario del juzgado de instrucción militar.
En 1985 abrió su despacho profesional en Gijón.

### Vida personal
Está casado desde 1991, y no tiene hijos. Sale a correr varias veces a la semana, y también practica el golf algún fin de semana. Pertenece al Rotary Club de Gijón. Entre sus aficiones está la fotografía, la literatura americana y los viajes.

### Carrera política en el Partido Popular
El 7 de febrero de 2015 fue proclamado presidente del Partido Popular en Gijón, en un congreso extraordinario celebrado tras la anulación judicial del congreso anterior en el que había resultado elegido David González Médina. Fue el único candidato, ya que los demás no contaban con los avales requeridos. Este congreso también fue anulado, a petición de los concejales díscolos de la época de Pilar Fernández Pardo, pero el Tribunal Superior de Justicia de Asturias revocó la sentencia y confirmó a Mariano Marín en el cargo. Fue candidato del Partido Popular a la alcaldía del Ayuntamiento de Gijón, en 2015. Ejerció como portavoz del grupo municipal del Partido Popular de Gijón entre junio de 2015 y marzo de 2018, cuando renunció al acta de concejal para ser nombrado delegado del Gobierno en Asturias, en sustitución de Gabino de Lorenzo, cargo que ocupó hasta junio de 2018.
En 2021, siendo todavía presidente de la Junta Directiva local de Gijón, se dio de baja como afiliado al Partido Popular ante los "chantajes" y el "acoso" que dijo haber sufrido por parte de la dirección regional, señalando directamente a la presidenta, Teresa Mallada, y el secretario general, Álvaro Queipo.